# Еріх Гонекер

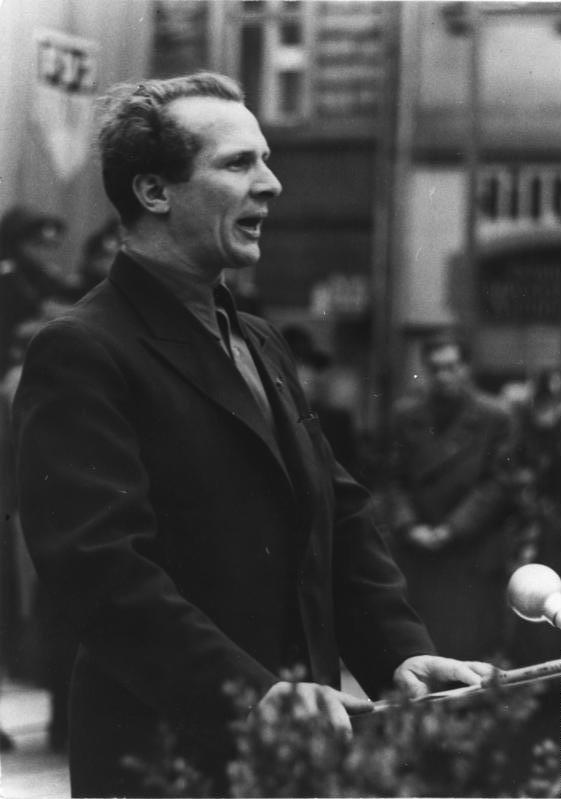
Еріх Гонекер. 1950 рік

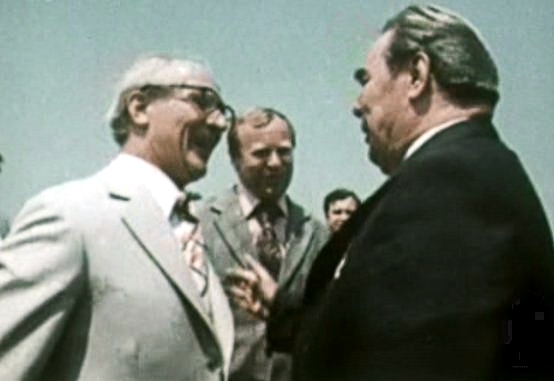
Еріх Гонекер і Леонід Брежнєв

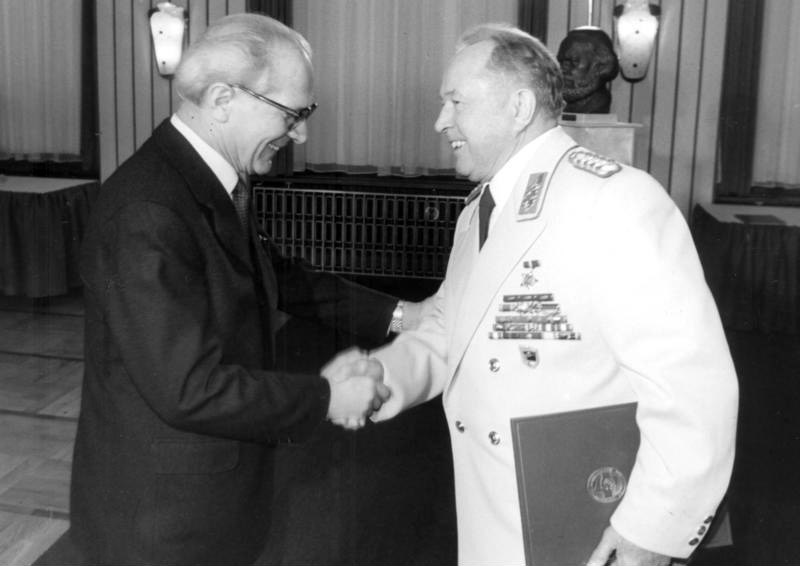
Еріх Гонекер (ліворуч) вітає Еріха Мільке з 30-річчям Міністерства держбезпеки.

Еріх Гонекер (нім. Erich Honecker; 25 серпня 1912, Нойнкірхен — 29 травня 1994, Сантьяго де Чилі) — німецький політичний діяч, багаторічний керівник Німецької Демократичної Республіки, Генеральний секретар СЄПН. Автократ.

## Життєпис
Еріх Гонекер народився 25 серпня 1912 року в місті Нойнкірхені (Саар, Німецька імперія) в родині шахтаря. Після закінчення середньої школи став сільськогосподарським робітником. У 1926 році вступив у Комуністичний союз молоді Німеччини (КСМН). У 1930—1931 роках навчався в Москві (СРСР) в Міжнародній ленінській школі при Комінтерні.
У складі інтернаціональних робітничих бригад брав участь у будівництві Магнітогорського металургійного комбінату.
Після повернення до Німеччини працював секретарем з політичних питань Саарського окружного комітету КСМН, був членом секретаріату Саарського окружного комітету Комуністичної партії Німеччини (КПН).
У 1934 році його обрано на члена ЦК КСМН. У роки нацистського режиму вів у нелегальних умовах організаційно-політичну роботу серед молоді в Рурській області, в Бадені, Гессені, Вюртемберзі, Пфальці, керував організацією КСМН у Берлінськім окрузі. За комуністичну діяльність його арештували нацисти в 1935 році й засудили до 10 років ув'язнення в концтаборі, звідки його звільнили у квітні 1945 року частини антигітлерівської коаліції.
Після об'єднання в 1946 році КПН і соціал-демократів у радянській зоні окупації і створення Соціалістичної єдиної партії Німеччини (СЄПН), його обрано до Центрального Комітету нової партії.
Один із засновників Спілки вільної німецької молоді (СВНМ), голова Центральної ради СВНМ (1946—1955).
З 1949 року Еріх Гонекер — депутат Народної палати НДР.
У 1949 році став секретарем у справах молоді в ЦК СЄПН.
У 1950—1958 роках — кандидат у члени, з 1958 року — член Політбюро ЦК СЄПН.
У 1955—1956 роках Гонекер перебував на навчанні в Москві у Вищій партійній школі (ВПШ) при ЦК КПРС.
З 1971 року — голова Національної ради оборони.
У травні 1971 Еріх Гонекер змінив Вальтера Ульбріхта на посаді першого секретаря СЄПН. У жовтні 1976 року він став головою Державної ради, головою Німецької Демократичної Республіки.
У жовтні 1989 року в результаті «перебудови» в НДР Еріх Гонекер змушений був піти у відставку. 18 жовтня 1989 ЦК СЄПН звільнив його від обов'язків генерального секретаря. Гонекера також зняли з посади голови Державної ради НДР.
Наприкінці 1990 року, після об'єднання Німеччини, судова влада Німеччини видала ордер на арешт Гонекера у зв'язку з розслідуванням злочинної практики стрілянини без попередження по громадянах НДР, що намагалися подолати Берлінський мур (за даними західноберлінської поліції, разом тут було вбито 118 осіб). Його також звинувачувано у зловживанні владою та розкраданні державної власності.
Гонекер переховувався від правосуддя спочатку в берлінській лікарні «Шаріте», а потім у радянському військовому шпиталі під Потсдамом.
У березні 1991 року Гонекер з дружиною Маргот таємно виїхали в СРСР, де кілька місяців жили як «особисті гості» президента Михайла Горбачова.
10 грудня 1991 Гонекеру було запропоновано у триденний термін залишити СРСР, але він отримав політичний притулок разом з дружиною в дипмісії Чилі. Після розпаду СРСР у липні 1992 року їх відіслано з Росії до Німеччини.
У листопаді 1992 року в Берлінському суді відбулися слухання у справі колишнього голови НДР Еріха Гонекера, колишнього прем'єр-міністра Віллі Штофа й міністра держбезпеки НДР Еріха Мільке. Одначе згодом судові процеси проти них припинено за станом здоров'я підсудних.
У січні 1993 року Гонекер отримав дозвіл на виїзд у Чилі. 29 травня 1994 в місті Сантьяго-де-Чилі екс-глава НДР помер від раку нирки.